# Sân bay quốc tế Irkutsk
Sân bay quốc tế Irkutsk (tiếng Nga: Аэропорт Иркутск) (IATA: IKT, ICAO: UIII) là một sân bay ở trung tâm của Irkutsk, Nga. Năm 2006, một nhà ga mới đang được hoàn thiện. Sân bay nằm gần hồ chứa nước Angara nên thường bị sương mù bao phủ. Trong trường hợp khẩn cấp, các chuyến bay đến có thể được chuyển qua đường băng sân bay của hãng chế tạo máy bay Irkut gần đó. Đây là hãng chế tạo máy bay chiến đấu Sunkoi và Beriev Be-200.
Tháng 11 năm 2006, người ta đang có kế hoạch chuyển sân bay này qua Klyuchevaya, cách thành phố Angarsk 24 km. Năm 2008 sẽ bắt đầu xây dựng.
Năm 2007, sân bay này phục vụ 1.020.000 khách.

## Các hãng hàng không và các điểm đến
- Aero Mongolia (Ulaanbaatar)
- Airport Bratsk (Bratsk)
- Aeroflot (Moskva-Sheremetyevo)
- Angara Airlines (Kirensk)
- China Southern Airlines (Thẩm Dương, Ürümqi)
- Dalavia (Khabarovsk)
- Korean Air (Seoul-Incheon)
- MIAT Mongolian Airlines (Ulaanbaatar)
- Rossiya (St. Peterburg)
- Samara Airlines (Samara)
- S7 Airlines (Antalya, Băng Cốc-Suvarnabhumi, Bắc Kinh, Đại Liên, Magadan, Moskva-Domodedovo, Novosibirsk, Perm, Petropavlovsk-Kamchatsky, Seoul-Incheon, Thẩm Dương, St. Peterburg, Nha Trang Tashkent, Vladivostok, Yakutsk)
- Ural Airlines (Ekaterinburg)
- Vladivostok Avia (Vladivostok)

### Hàng hóa
- TESIS Aviation Enterprise

## Các sự cố
Ngoài thời tiết sương mù, sân bay này còn có đường băng trơn trượt và có nhiều đồi gần đấy nên không an toàn cho việc cất hạ cánh. Ngày 8 tháng 7 năm 2006, chuyến bay S7 778 bị trượt khỏi đường băng khoản 8 h sáng thứ 7, giết chết hơn 100 người.